# Saint-Mars-d'Égrenne
Saint-Mars-d'Égrenne è un comune francese di 714 abitanti situato nel dipartimento dell'Orne nella regione della Normandia.

## Società

### Evoluzione demografica
Abitanti censiti